# Васік Райліх
Васік Райліх (19 березня 1971, Клівленд, США) — шахіст, міжнародний майстер, автор шахової програми Rybka.
Васик Райлі є автором Rybka, найсильнішої шахової програми у світі за 2009 рік. Райлі є чесько-американським громадянином за народженням, він народився в США від чеських батьків, колишніми аспірантами, але виріс в Празі. Пізніше він провів роки в США як студент, закінчив MIT.
Він одружився з Іветою (уродженою Радзієвич) 19 серпня 2006. Івета є міжнародним майстром з шахів та допомагає йому в розвитку Rybka як її тестер. Нині пара живе в Варшаві, Польща.

## WCCC дискваліфікація і вигнання
28 червня 2011 року, Міжнародна асоціація комп'ютерних ігор (англ. International Computer Games Association, ICGA) завершила своє розслідування і встановила, що програма Райліха Rybka була плагіатом двох інших шахових програм: Crafty та Fruity. ICGA дискваліфікував Райліха і Rybka у чемпіонатах світу з комп'ютерних шахів за період з 2006 по 2010 роки. Крім того, Райліх був дискваліфікований до кінця життя в турнірах WCCC або інших любих заходах, що організовуються або санкціонуються МАКИ.